# NGC 1417
NGC 1417 ist eine Balken-Spiralgalaxie vom Hubble-Typ SBb im Sternbild Eridanus am Südsternhimmel. Sie ist schätzungsweise 182 Millionen Lichtjahre von der Milchstraße entfernt und hat einen Durchmesser von etwa 125.000 Lichtjahren.
Im selben Himmelsareal befinden sich u. a. die Galaxien NGC 1418, NGC 1424, IC 344, IC 347.
Die Typ-Ia-Supernova SN 2010it wurde hier beobachtet.
Das Objekt wurde am 5. Oktober 1785 von Wilhelm Herschel entdeckt.

## NGC 1417-Gruppe (LGG 103)
| Galaxie   | Alternativname | Entfernung/Mio. Lj |
| --------- | -------------- | ------------------ |
| NGC 1358  | PGC 13182      | 178                |
| NGC 1376  | PGC 13352      | 184                |
| NGC 1418  | PGC 13606      | 186                |
| NGC 1417  | PGC 13584      | 182                |
| NGC 1441  | PGC 13782      | 190                |
| NGC 1449  | PGC 13798      | 179                |
| NGC 1451  | PGC 13801      | 173                |
| NGC 1453  | PGC 13814      | 172                |
| PGC 13417 | MCG -1-10-13   | 180                |
| PGC 13793 | MCG -1-10-31   | 171                |
| PGC 13820 | MCG -1-10-35   | 168                |
| PGC 13830 | MCG -1-10-36   | 176                |
| PGC 13860 | MCG -1-10-37   | 185                |
| PGC 13539 | Mrk 1078       | 178                |